# Test Voight-Kampff

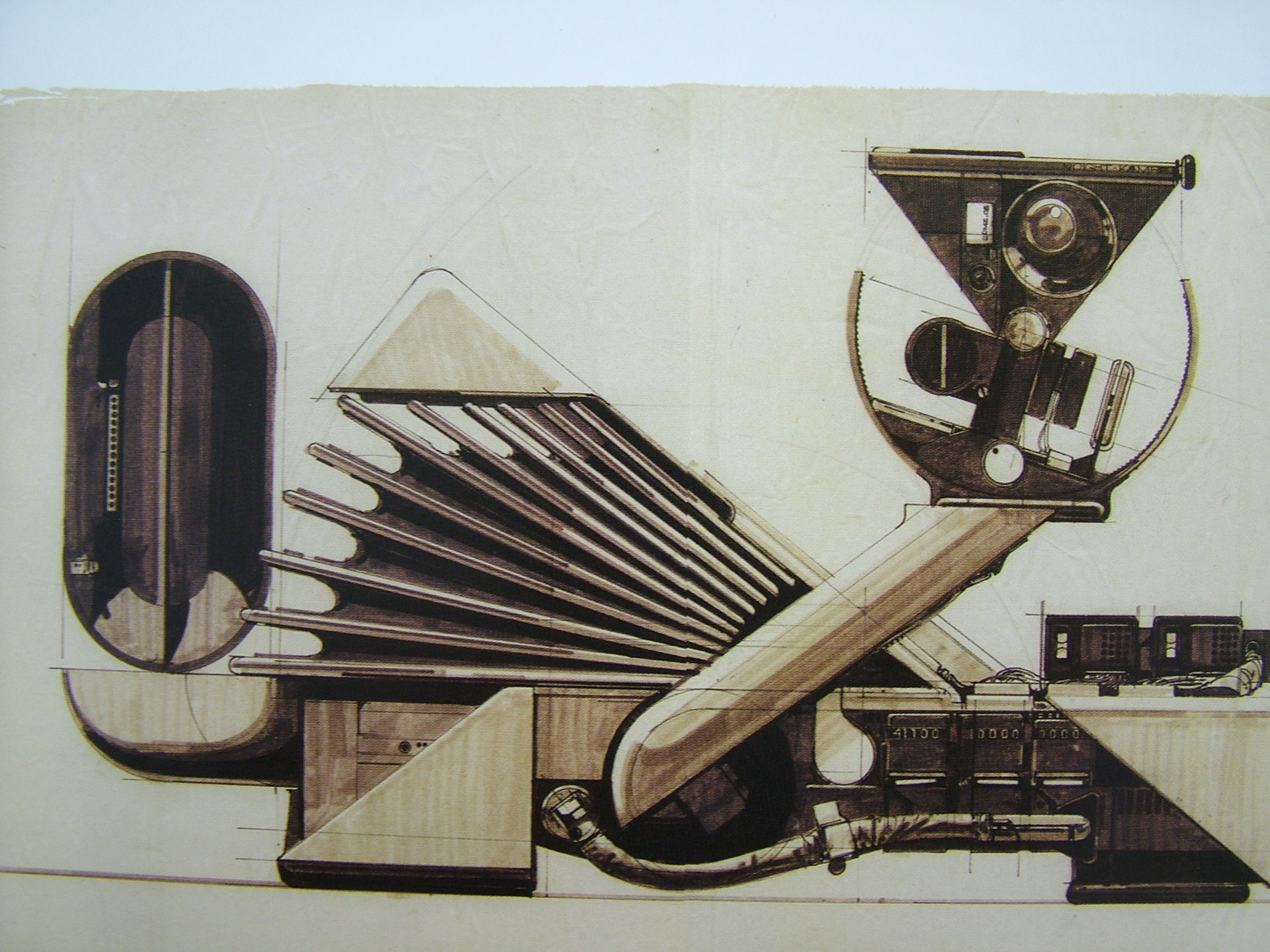
Boceto de la máquina empleada en el test Voight-Kampff, la cual fue diseñada por Syd Mead.

La prueba o test Voight-Kampff, también llamado test de empatía, es un examen científico-psicológico ficticio que aparece en la novela de ciencia ficción ¿Sueñan los androides con ovejas eléctricas? de Philip K. Dick, así como en su adaptación cinematográfica Blade Runner.

## Dispositivo y empatía
La prueba requiere una máquina y permite comprobar si alguien es un humano o un replicante (androide bioingenieril). La máquina mide la variación de funciones corporales tales como la respiración, el rubor, el ritmo cardíaco y el movimiento de los ojos, en respuesta a una serie de preguntas, así como el tiempo de reacción. Las preguntas del test desencadenan una respuesta emocional cuando el sujeto es un humano, es decir, la ausencia de empatía permite identificar a los replicantes.
Según el argumento de la novela, el examen surgió debido a que los androides se intentaban mezclar con los humanos.

Una forma muy avanzada de detector de mentiras que mide contracciones del músculo del iris y la presencia de partículas invisibles flotantes emitidas por el cuerpo. El fuelle fue diseñado para esta última función y le da a la máquina el aire amenazante de un insecto siniestro. La VK se usa principalmente por los blade runners para determinar si un sospechoso es verdaderamente humano al medir el grado de empatía de sus respuestas a través de preguntas y declaraciones cuidadosamente fraseadas.
Descripción del manual de prensa original de 1982 de Blade Runner.

## Diferencias entre la novela y la película

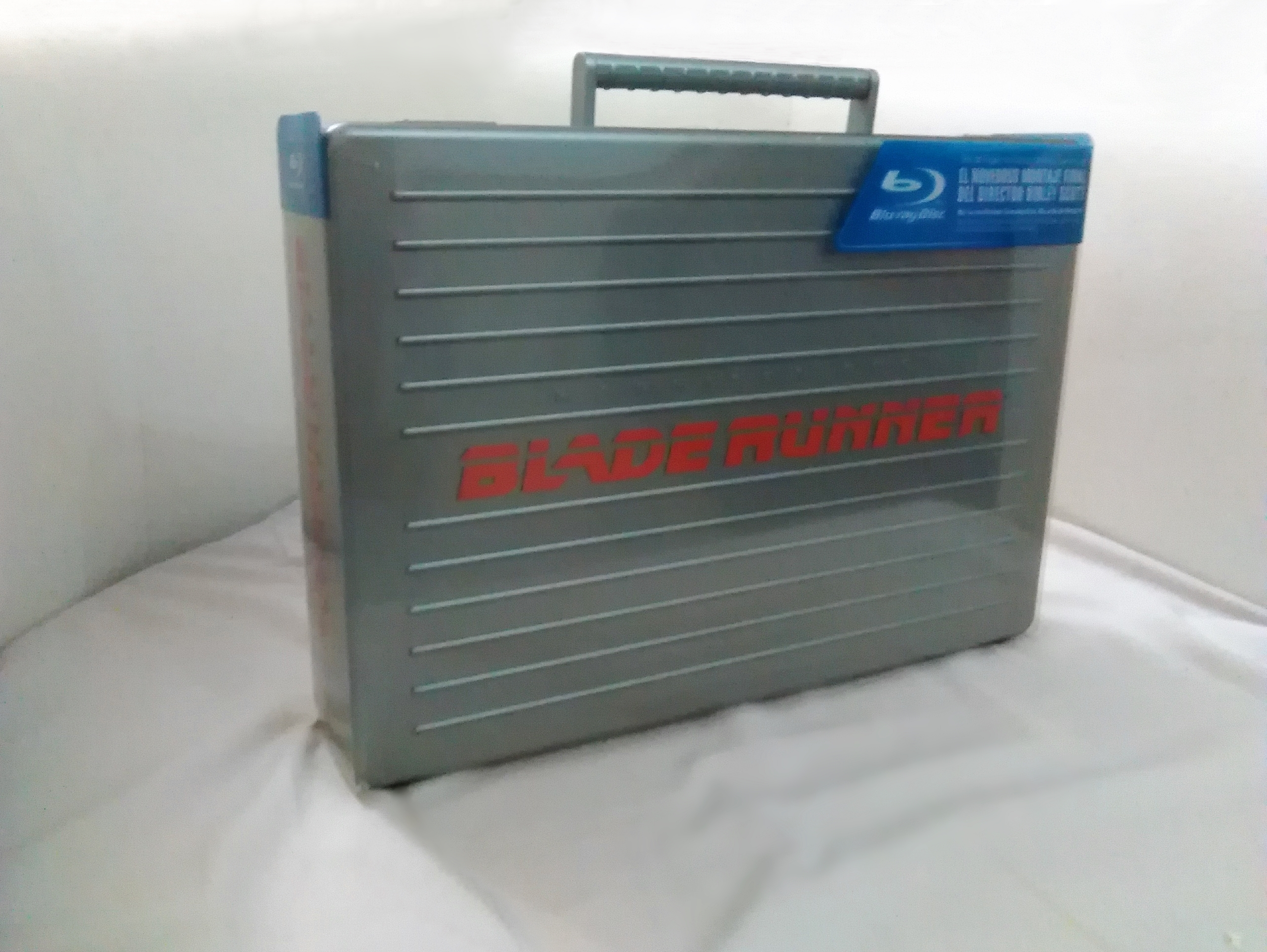
Una réplica del maletín en el que Deckard guarda la máquina Voight-Kampff fue usado en 2007 para varios formatos de la edición coleccionista de 5 discos de Blade Runner.

En la película, dos replicantes realizan la prueba, Leon y Rachael, y Deckard le dice a Tyrell que usualmente se usan de veinte a treinta preguntas cruzadas para distinguir a un replicante; en contraste con el libro, donde se afirma que sólo se necesitan entre «seis o siete» preguntas para hacer una determinación. En la película se necesitan más de cien preguntas para determinar que Rachael es una replicante.

## Fundamento literario
Philip K. Dick no hizo explícito el fundamento literario desde el que creó el test Voight-Kampff. Se ha interpretado a posteriori su paralelismo con el test de Turing. Aun cuando el propio Dick conocía el test y admirase la obra de Turing, no creyó que dicho test tuviera mérito. Consideraba que el mayor problema con el test de Turing era que hacía demasiado énfasis en la inteligencia. Dick creía que la empatía era más importante en el ser humano que la inteligencia y el test de Turing no medía la empatía.
Es más probable que tomara como influencia el experimento de asociación de palabras del psiquiatra Carl Gustav Jung. Como él mismo declaró, muchas de sus ideas y trabajos estuvieron fuertemente influidos por los escritos del psicólogo suizo.